# Ruch Młodych Obozu Wielkiej Polski
Ruch Młodych Obozu Wielkiej Polski (RM OWP) – organizacja młodzieżowa Obozu Wielkiej Polski.

## Charakterystyka
Ruch Młodych OWP powstał 3 kwietnia 1927 na zjeździe działaczy młodzieżowych we Lwowie. Elitą kadr nowej organizacji młodzieżowej stanowili działacze Związku Akademickiego Młodzież Wszechpolska. Wszechpolacy weszli w skład RM OWP jako organizacja autonomiczna, często występująca pod własną nazwą, choć np. w Warszawie występowali pod nazwą Oddział Akademicki RM OWP. 
Organizacja była ściśle związana ze Stronnictwem Narodowym. Ruch Młodych OWP stosował radykalne metody działania, głosił hasła nacjonalistyczne i antysemickie. Największe wpływy organizacja posiadała w Wielkopolsce i na Pomorzu oraz w miastach uniwersyteckich (z wyjątkiem Krakowa). Liczyła 120 tysięcy członków. Po rozwiązaniu RM OWP w 1933 część działaczy kontynuowała działalność w Sekcji Młodych Stronnictwa Narodowego, a następnie w Związku Młodych Narodowców i Obozie Narodowo-Radykalnym.
Głównymi pismami RM OWP były: „Akademik Polski”, „Awangarda”, „Szczerbiec” i „Młody Narodowiec”.

## Działacze
Do głównych działaczy należeli: Zdzisław Stahl (prezes), Tadeusz Bielecki (wiceprezes), Jerzy Drobnik, Ludwik Jaxa-Bykowski, Jan Jodzewicz, Jan Mosdorf, Ryszard Piestrzyński, Janusz Rabski, Jan Rembieliński, Zbigniew Stypułkowski.